# Egon Hofmann (Maler)
Egon Hofmann (* 13. September 1884 in Kleinmünchen (Linz); † 30. November 1972 in Linz) war österreichischer Maler, Dichter, Bergsteiger und Industrieller.

## Leben
Hofmann stammte aus einer wohlhabenden Industriellenfamilie. Bereits in frühen Jahren kam er durch seine Mutter Agathe von Schwabenau, eine Malerin, und durch seinen Großvater, einen Kunstsammler und -förderer, mit Kunst in Berührung. Er maturierte 1903 am Akademischen Gymnasium (Linz) und begann an der Ludwig-Maximilians-Universität München ein Jusstudium. 1903 wurde er im Corps Makaria München recipiert. Er wechselte an die Universität Wien und die Universität Innsbruck.  Während des Studiums kam es zu Aufenthalten in Paris, wo er den Louvre und die Académie de la Grande Chaumière besuchte. Er beendete das Jusstudium mit der Promotion zum Dr. iur. am 2. Mai 1908. Im selben Jahr begründete er den Oberösterreichischen Corpsphilisterverband, den die damals in Linz lebenden Corpsstudenten ersehnt hatten.
An den Kunstakademie Stuttgart und an der Kunstakademie Dresden wurde Hofmann als Maler ausgebildet. Dazwischen kam die Einberufung in den Ersten Weltkrieg. 1916 war er in der Galerie Ernst Arnold auf der „Zweiten Ausstellung Dresdner Künstler die im Heeresdienst stehen“ vertreten. Nach dem Krieg gehörte Hofmann 1918 zu den Mitbegründern des Künstlerbundes Der Ring. Dabei kam es zu Bekanntschaften zu Matthias May und Margarete Pausinger. 1919–1921 hielt er sich erneut in Dresden auf, wo sich inzwischen der Expressionismus durchgesetzt hatte. 1922 gründete er die Künstlervereinigung MAERZ in Linz neu, die dadurch rasch eine hervorragende Stellung in der oberösterreichischen Kunstwelt einnahm. Nach dem Verbot des MAERZ im Jahre 1939 fand die dritte Neugründung im Jahre 1952 wieder unter Hofmann statt.
Hofmann reiste zeitlebens häufig durch Europa und bestieg viele Berge erstmals. Durch den frühen Tod seines jüngeren Bruders Adolf wurde ihm 1934 die Leitung der väterlichen Betriebe übertragen. In seinen späteren Lebensjahren kam es zu einer intensiveren Beschäftigung mit der Malerei. Neben Ölgemälden schuf der Künstler Pastellzeichnungen und Grafiken (Kaltnadelradierungen und Holzschnitte). Egon Hofmann starb 1972 an den Folgen eines Unfalls mit einer Straßenbahn.

## Werk
Egon Hofmann ist ein Künstler der Klassischen Moderne, der seine Leidenschaft für das Bergsteigen auch in seinen Bildern umsetzte. Häufig sind die Themen seiner Arbeiten Berge und Naturlandschaften. Seine Malereien sind spontane Impressionen der Natur und keine strengen oder detailreichen Kompositionen. Dabei setzte Hofmann sie stets aus einer natürlich und dezent gesetzten Farbpalette zusammen. Hofmanns Werk wurde 2020 mit einer umfassenden Einzelausstellung im Linzer Nordico gewürdigt. Seine Werke wurden zahlreich im In- und Ausland in Ausstellungen gezeigt. Viele seiner Arbeiten befinden sich heute im Kupferstichkabinett Dresden, in der Albertina (Wien), im Oberösterreichischen Landesmuseum, in der Neuen Galerie in Linz und in der Wiener Galerie Lehner.

## Ehrungen
- Egon-Hofmann-Stipendium für Auslandsaufenthalte des Landes Oberösterreich
- Egon-Hofmann-Haus in Linz
- Bandverleihung des Corps Athesia Innsbruck (1958)[1]